# Райнберг (Мекленбург-Передняя Померания)
Райнберг (нем. Reinberg) — община в Германии, в земле Мекленбург-Передняя Померания.
Входит в состав района Северная Передняя Померания. Подчиняется управлению Барт. Население составляет 1158 человек (на 31 декабря 2006 года). Занимает площадь 25,14 км².